# Licuala tonkinensis
Licuala tonkinensis là loài thực vật có hoa thuộc họ Arecaceae. Loài này được Becc. mô tả khoa học đầu tiên năm 1910.